# Estonie aux Jeux olympiques d'hiver de 2006
L'Estonie a participé aux Jeux olympiques d'hiver de 2006 à Turin en Italie. Pour sa septième participation à des Jeux d'hiver, la délégation estonienne était représentée par 28 athlètes et a remporté 3 médailles d'or, se classant à la 12e place au tableau des médailles et améliorant sa performance de 2002. A ce jour (2022) il s'agit toujours du meilleur palmarès de l'Estonie à des Jeux olympiques d'hiver.

## Médailles
|         | Médaille d'or, Jeux olympiques | Médaille d'argent, Jeux olympiques | Médaille de bronze, Jeux olympiques | Total |
| ------- | ------------------------------ | ---------------------------------- | ----------------------------------- | ----- |
| Estonie | 3                              | 0                                  | 0                                   | 3     |

- Liste des vainqueurs d'une médaille (par ordre chronologique)
  - Kristina Šmigun  en ski de fond sur 15 km individuel F Résultats
  - Kristina Šmigun  en ski de fond sur 10 km classique F Résultats
  - Andrus Veerpalu  en ski de fond sur 15 km classique H Résultats

## Épreuves

### Biathlon
Hommes
- Dimitri Borovik
- Roland Lessing
- Janno Prants
- Indrek Tobreluts
- Priit Viks

Femmes
- Eveli Saue

### Combiné nordique
- Tambet Pikkor

### Patinage artistique
Femmes
- Elena Glebova

Couples
- Diana Rennik et Aleksei Saks

### Saut à ski
- Jaan Juris
- Jens Salumä

### Ski alpin
Slalom H
- Deyvid Oprja

Slalom géant H
- Deyvid Oprja

Slalom F
- Tiiu Nurmberg

Slalom géant F
- Tiiu Nurmberg

### Ski de fond
Hommes
- Erkki Jallai
- Kaspar Kokk
- Peeter Kummel
- Jaak Mae
- Priit Narusk
- Raul Olle
- Aivar Rehemaa
- Anti Saarepuu
- Andrus Veerpalu

Femmes
- Tatjana Mannima
- Piret Pormeister
- Kaili Sirge
- Kristina Šmigun  au 15 km individuel,  au 10 km classique
- Silja Suija